# Luther Blissett
Luther Loide Blissett (født 1. februar 1958 i Falmouth, Jamaica) er en tidligere professionel jamaicansk/engelsk fodboldspiller og fodboldtræner. Blissett spillede som angriber for fodboldklubber såsom engelske Watford F.C., italienske AC Milan og det engelske fodboldlandshold i 1980'erne.
Blissett var en af de første sorte fodboldspillere til at spille for England og scorede et hattrick i hans første fulde landskamp, der var en 9-0 sejr over Luxembourgs fodboldlandshold. Dette gjorde ham til den første fodboldspiller til at score et hattrick for det engelske landshold. Blissett formåede sidenhen ikke at score i en landshold, hvilket gav aviserne til at give ham øgenavnet Luther Missitt.
Blissett har sidenhen lagt navn til et "multipel-navn" eller kollektivt pseudonym, som er blevet brugt af især italienske kunstnere siden 1994. Luther Blissett har skrevet en bestseller ved navn Q (publiceret i 1999, første gang i Italien), har deltaget i Biennalen i Venedig og har manipuleret massemedierne ved flere lejligheder i håb om at afsløre deres svindel eller sætte vigtige sager i deres søgelys.